# Guy Sansaricq
Guy Sansaricq (* 6. Oktober 1934 in Jérémie, Haiti; † 21. August 2021 in Brooklyn) war ein haitianisch-US-amerikanischer Geistlicher und römisch-katholischer Weihbischof in Brooklyn.

## Leben
Guy Sansaricq wuchs in seiner Heimatstadt auf und besuchte das Kleine Seminar in Jérémie. Anschließend studierte er in Ottawa Philosophie und Theologie. Am 28. Mai 1960 empfing er die Priesterweihe für das Bistum Les Cayes und war danach Vikar der Kathedralpfarrei Notre-Dame de l’Assomption in Les Cayes.

### Seelsorger für die katholischen Haitianer in den Bahamas
Schon 1961 entsandte der Bischof von Les Cayes, Jean Louis Collignan OMI, den jungen Priester auf Bitten des Bischofs von Nassau, Paul Leonard Hagarty OSB, als Seelsorger für die Haitianer in den Bahamas. Dort kämpfte Père Sansaricq für die Rechte seiner „undokumentierten“, d. h. dort ohne Aufenthaltserlaubnis lebenden, für erbärmliche Löhne arbeitenden Landsleute. Es war nicht zuletzt seinem energischen Protest zu verdanken, dass die Razzien, bei denen die Polizei auf der Jagd nach „illegalen“ Haitianern ganze Viertel in Nassau abriegelte, 1965 abgeschafft wurden.  Père Sansaricq machte auch keinen Hehl aus seiner Gegnerschaft zu François Duvalier, dem Diktator seines Heimatlandes. Duvalier bezichtigte ihn, von den Bahamas aus einen Umsturz in Haiti vorzubereiten. Auf Druck von Duvalier musste Sansaricq 1968 die Bahamas verlassen. Er ging daraufhin nach Rom, studierte an der Gregoriana und erlangte 1971 den Magistergrad der Sozialwissenschaften.

### Seelsorger für die katholischen Haitianer in den USA
Im selben Jahr, 1971, wurde Sansaricq mit der Seelsorge für die im Bistum Brooklyn lebenden Haitianer beauftragt. Zugleich war er bis 1993 Pfarrer im Stadtviertel Cambria Heights, ab 1993 im Stadtviertel Flatbush. 1988 beauftragte ihn die Bischofskonferenz der Vereinigten Staaten außerdem mit der Leitung des National Center of the Haitian Apostolate / kreolisch: Sant Nasyonal Apostola Ayisyen (SNAA), d. h. mit der Koordination der Pastoral für die katholischen Haitianer in den USA. Papst Benedikt XVI. ernannte ihn am 6. Juni 2006 zum Titularbischof von Glenndálocha und Weihbischof in Brooklyn. Die Bischofsweihe spendete ihm der Bischof von Brooklyn, Nicholas Anthony DiMarzio, am 22. August desselben Jahres; Mitkonsekratoren waren Thomas Vose Daily, Altbischof von Brooklyn, und Ignatius Anthony Catanello, Weihbischof in Brooklyn.
Am 6. Oktober 2010 nahm Papst Benedikt XVI. seinen altersbedingten Rücktritt an.